# Sutra del Loto: XI capitolo

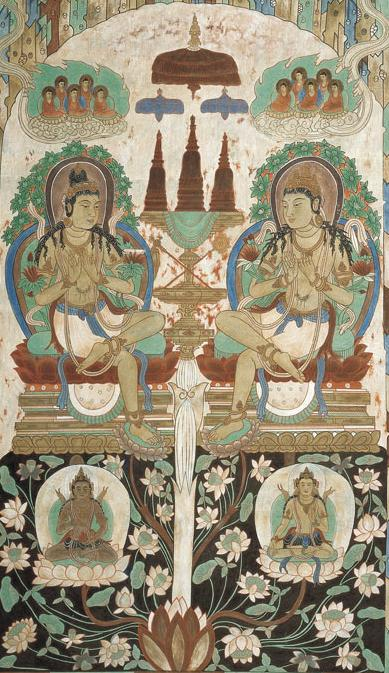
Un antico dipinto cinese, rinvenuto nelle Grotte di Yulin nei pressi di Dunhuang, che rappresenta il dialogo tra il Buddha Śākyamuni e il Buddha Prabhūtaratna riportato nell'XI capitolo del Sutra del Loto.

A questo punto nel mezzo dell'assemblea di Gṛdhrakūṭaparvata (Picco dell'aquila) apparve uno stūpa composto dai sette tesori e misurabile in cinquecento yojana in altezza e in duecentocinquanta yojana in larghezza. Questo stūpa emerso dalla terra rimase sospeso nell'aria.

Dallo stūpa meraviglioso provenne una voce che testimoniava come il Buddha Śākyamuni potesse predicare il Sutra del Loto e che quello che egli stava esponendo era la pura verità. Allora, indovinando lo stupore e la meraviglia dell'assemblea, il bodhisattva mahāsattva Mahāpratibhāna (Grande Predicazione) chiese allo Śākyamuni il significato di quella apparizione.
Il Buddha Śākyamuni rispose che lo stūpa contiene il corpo di un buddha di nome Prabhūtaratna (Molti Gioielli) che era vissuto molto tempo prima in un mondo molto lontano di nome Ratnaviśuddhā (Gioiello Puro). Questo buddha, sostiene lo Śākyamuni, prima di estinguersi fece il voto di far comparire il suo stūpa contenente il suo corpo nel mondo in cui veniva predicato il Sutra del Loto allo scopo di lodare questo sutra e di rendere testimonianza della sua veridicità e della sua superiorità.
Alla richiesta di Mahāpratibhāna di poter vedere il corpo di Prabhūtaratna lo Śākyamuni rispose che solo se avesse richiamato le sue emanazioni disposte lungo le dieci direzioni a predicare nei rispettivi mondi, Prabhūtaratna sarebbe apparso.
Così lo Śākyamuni emise dal bianco ciuffo di peli luminoso tra le sopracciglia (ūrṇā-keśa) un raggio di luce che illuminò tutti i mondi disposti lungo le dieci direzioni dove innumerevoli buddha predicavano il Dharma. Tutti questi buddha  si rivolsero ai loro bodhisattva annunciando che si sarebbero recati nel mondo di sahā, il mondo dove predica il Buddha Śākyamuni e lì fare offerte allo stūpa del Buddha Prabhūtaratna.
Per questa ragione il mondo di sahā (il nostro mondo) venne purificato e convenientemente adornato per tale visita. Tutti questi buddha, accompagnati dai rispettivi bodhisattva, si assisero davanti a Śākyamuni. Ma poiché non c'erano abbastanza posti nel mondo sahā , anche solo per i buddha e i bodhisattva di una sola delle dieci direzioni, Śākyamuni dovette purificare miliardi e miliardi di mondi nelle otto direzioni prossime al mondo di  sahā, riunendoli momentaneamente in un singolo mondo del Buddha.
Compiuto ciò Śākyamuni lievitò sopra lo stūpa, aprendone la porta mostrando all'assemblea il Buddha Prabhūtaratna seduto perfettamente immobile sul suo seggio di leone. Prabhūtaratna chiese quindi a Śākyamuni di predicare il Sutra del Loto, e l'assemblea approvò diffondendo migliaia di fiori davanti ai due buddha.
Śākyamuni si sedette a fianco di Prabhūtaratna nel seggio nello stūpa per avviare la predicazione del Sutra del Loto, ma sollevato in aria, gli altri partecipanti all'assemblea non potevano vederlo bene e quindi chiesero di essere sollevati anche loro nell'aria. Soddisfacendo questa richiesta il Buddha Śākyamuni espresse il desiderio che i presenti all'assemblea promettessero solennemente di proteggere e insegnare il Sutra del Loto dopo il suo parinirvāṇa, anche se predicare, scrivere, leggere e ascoltare tale Sutra risultasse molto difficile, più difficile, per esempio, del 'camminare con l'intero cielo in una mano o portare la terra fino al paradiso di Brahma su un'unghia del piede!'
Gene Reeves evidenzia come:
La lode al Sutra del Loto è inoltre, per Gene Revees, esplicita nel capitolo e implicita nella storia. In fondo, sia Buddha Prabhūtaratna che i buddha delle dieci direzioni vengono nel mondo sahā per ascoltare il Sutra del Loto.
Buddha Śākyamuni è infatti pregato di insegnare il Sutra del Loto non soltanto da tutti gi esseri senzienti di questo mondo e dagli dèi dei paradisi, ma anche dai buddha di tutti gli altri innumerevoli mondi in tutte le direzioni, che si mettono in subordine. E definendo i buddha delle dieci direzioni come suoi duplicati o rappresentanti, viene data a Śākyamuni un'importanza centrale nell'intero cosmo.
In un certo senso, poiché è in esso che l'importanza cosmica di Śākyamuniè rivelata, l'elogio del Sutra è anche l'elogio di Buddha Śākyamuni. Allo stesso tempo, poiché questo è il suo mondo, la lode di Śākyamuni è sempre anche la lode del suo mondo.
E Gene Reeves evidenzia anche un ulteriore elemento: